# Aquilonia (città sannitica)
Aquilonia, detta anche Aquilonia dei Pentri, era una città sannitica non identificata, teatro della celebre battaglia del 293 a.C. (nell'ambito della terza guerra sannitica) conclusasi con la decisiva vittoria romana.

## Localizzazione
Numerose ricerche sono state svolte nel tentativo di individuare il sito dell'antica Aquilonia, ma i risultati non sono stati risolutivi. Ad ogni modo, giacché Tito Livio descrive con sufficiente precisione le basi di partenza dei soldati romani e i tempi degli spostamenti delle truppe, è stato possibile escludere l'identificazione con l'omonima città irpina di Aquilonia (benché situata anch'essa nel Sannio) ed è stata parimenti esclusa una correlazione con il fiume o torrente Aquilo (l'attuale Celone) che pure sgorga nel Sannio irpino per poi riversarsi in Apulia; tali luoghi sono infatti posti al confine tra le attuali regioni Campania e Puglia, mentre secondo gli storici moderni il luogo della battaglia doveva invece trovarsi nel Sannio pentro a cavallo tra le attuali regioni Lazio e Molise, probabilmente nel quadrilatero immaginario avente per vertici i territori di Picinisco, San Vittore del Lazio, Colli a Volturno e Montaquila. Altri storici moderni, meno rigidi nel calcolo dei tempi di marcia riportati da Tito Livio, non escludono che Aquilonia fosse localizzata in una diversa area del Sannio pentro, corrispondente all'odierno Molise centrale (approssimativamente lungo una fascia estesa tra Pietrabbondante, Frosolone, Busso e Cercemaggiore).